# Gratzenbach (Strobnitz)
Der Gratzenbach (tschechisch Novohradský potok) ist ein rechter Zufluss der Strobnitz (tschechisch Stropnice) in Österreich und Tschechien.
Er entspringt in der Reutlüss westlich von Heinrichs bei Weitra im Gemeindegebiet von Unserfrau-Altweitra. Sein Lauf folgt dem Luigraben zwischen den Rieden Gugel und Forst nach Norden bis Pyhrabruck. Südlich seines Quellgebietes liegen die Einzugsgebiete des Göllitzbaches und des Lembaches.
Einige hundert Meter westlich von Pyhrabruck bildet er ab dem Grenzstein IV/59 auf wenige Meter die Staatsgrenze zwischen Österreich und Tschechien und fließt dann weiter nach Westen.
Nach ca. drei Kilometern mündet er bei Nové Hrady (Gratzen) und Údolí (Niederthal) in die Stropnice (Strobnitz).
In Tschechien trägt er den Namen Novohradský potok.
Der deutsche Name Gratzenbach ist auf den österreichischen amtlichen Karten der Aufnahme 1968 verzeichnet, dort ist die Bezeichnung Luigraben nicht erwähnt. In den Karten der Aktualisierung 2001 ist der deutsche Name des Baches nicht verzeichnet, allerdings der Name des Grabens eingetragen.
Der tschechische Name Novohradský‑potok ist (fälschlicherweise mit Binde- oder Abteilungsstrich geschrieben) in beiden Kartengenerationen vorhanden.

## Zuflüsse
- Lembach (r), südlich von Pyhrabruck
- Piberschlager Bach / Veveřský potok (l) im Teich Zevlův rybnik